# Patrick Williams (basketballer)
Patrick Williams (Charlotte, 26 augustus 2001) is een Amerikaans basketballer die als small forward speelt voor de Chicago Bulls.

## Carrière
Williams speelde collegebasketbal voor de Florida State Seminoles en stelde zich beschikbaar voor de NBA draft van 2020. Hij werd als vierde gekozen in de eerste ronde door de Chicago Bulls. Hij maakte op 23 december zijn debuut voor de ploeg tegen de Atlanta Hawks. Aan het einde van het seizoen werd hij verkozen tot het NBA All-Rookie Second Team. In oktober 2021 in een wedstrijd tegen de New York Knicks liep Williams een polsblessure op. Hij keerde pas in maart 2022 terug in een wedstrijd tegen de Toronto Raptors. De Bulls haalde dat seizoen de play-offs maar verloren in de eerste ronde van Milwaukee Bucks.
In 2023 speelde hij in elke wedstrijd van het seizoen en startte in 65 wedstrijden. De Bulls haalde de play-ins en wonnen van de Toronto Raptors maar verloren dan van de Miami Heat.

## Erelijst
- NBA All-Rookie Second Team: 2021

## Statistieken

### Regulier seizoen
| Seizoen  | Team          | WG  | WS  | MPW  | 2P%  | 3P%  | FW%  | RPW | APW | SPW | BPW | PPW  |
| -------- | ------------- | --- | --- | ---- | ---- | ---- | ---- | --- | --- | --- | --- | ---- |
| 2020/21  | Chicago Bulls | 71  | 71  | 27,9 | 48,3 | 39,1 | 72,8 | 4,6 | 1,4 | 0,9 | 0,6 | 9,2  |
| 2021/22  | Chicago Bulls | 17  | 9   | 24,8 | 52,9 | 51,7 | 73,2 | 4,1 | 0,9 | 0,5 | 0,5 | 9,0  |
| 2022/23  | Chicago Bulls | 82  | 65  | 28,3 | 46,4 | 41,5 | 85,7 | 4,0 | 1,2 | 0,9 | 0,9 | 10,2 |
| 2023/24  | Chicago Bulls | 43  | 30  | 27,3 | 44,3 | 39,9 | 78,8 | 3,9 | 1,5 | 0,9 | 0,8 | 10,0 |
| Carrière | Carrière      | 213 | 175 | 27,7 | 46,9 | 41,0 | 78,0 | 4,2 | 1,3 | 0,9 | 0,7 | 9,7  |

### Play-in
| Seizoen  | Team          | WG | WS | MPW  | 2P%  | 3P%  | FW% | RPW | APW | SPW | BPW | PPW |
| -------- | ------------- | -- | -- | ---- | ---- | ---- | --- | --- | --- | --- | --- | --- |
| 2022/23  | Chicago Bulls | 2  | 0  | 21,2 | 33,3 | 33,3 | –   | 2,0 | 1,0 | 1,5 | 1,0 | 6,0 |
| Carrière | Carrière      | 2  | 0  | 21,2 | 33,3 | 33,3 | –   | 2,0 | 1,0 | 1,5 | 1,0 | 6,0 |

### Playoffs
| Seizoen  | Team          | WG | WS | MPW  | 2P%  | 3P%  | FW%  | RPW | APW | SPW | BPW | PPW  |
| -------- | ------------- | -- | -- | ---- | ---- | ---- | ---- | --- | --- | --- | --- | ---- |
| 2021/22  | Chicago Bulls | 5  | 5  | 30,6 | 46,8 | 33,3 | 72,7 | 5,4 | 0,8 | 1,0 | 0,6 | 11,8 |
| Carrière | Carrière      | 5  | 5  | 30,6 | 46,8 | 33,3 | 72,7 | 5,4 | 0,8 | 1,0 | 0,6 | 11,8 |